# Perborate de sodium
Le perborate de sodium est un composé chimique de formule NaBO3. Il s'agit d'un solide blanc, cristallisé et anhydre, très instable.
Il existe aussi le perborate monohydraté de sodium, composé monohydratée de formule brute NaBO3·H2O, également écrite NaBO2(OH)2, ou dimérisée en Na2B2O4(OH)4. C'est une poudre, de masse molaire 99,83 g/mol (ou le double pour son dimère). Elle se décompose lentement à partir de 40 °C dans l'état sec ou encore plus vite dans l'eau chaude. Elle est peu soluble dans l'eau froide. Ce perborate est soluble dans le glycérol et les alcalis ou solutions aqueuses alcalines.
Les composés perborates de sodium tétrahydraté NaBO2(OH)2·3H2O et trihydratés NaBO2(OH)2·2H2O existent également, mais c'est le composé monohydrate qui possède la meilleure solubilité dans l'eau ainsi que la meilleure résistance à la chaleur. D'où son usage industriel dans le nettoyage et le blanchiment.

## Production
Le perborate de sodium peut être produit en deux temps à partir de borax Na2B4O7·10H2O, d'hydroxyde de sodium NaOH et de peroxyde d'hydrogène H2O2 en passant par le métaborate de sodium NaBO2 :
Na2B4O7 + 2 NaOH → 4 NaBO2 + H2O,
NaBO2 + H2O2 + 3 H2O → NaBO2(OH)2·3H2O.
Le tétrahydrate NaBO2(OH)2·3H2O issu de cette synthèse donne du monohydrate NaBO2(OH)2 simplement par chauffage :
NaBO2(OH)2·3H2O →  3 H2O + NaBO2(OH)2.

## Utilisation
Le perborate de sodium est utilisé notamment comme source « d'oxygène actif » dans les détergents et les lessives, ainsi que dans les produits de nettoyage et de blanchiment. Il s'hydrolyse en effet en borate et peroxyde d'hydrogène H2O2 au contact de l'eau, le peroxyde réagissant avec la tétraacétyléthylènediamine (TAED) des lessives pour libérer de l'acide peracétique CH3COOOH, « activateur » dont l'action commence à température plus basse que celle du peroxyde d'hydrogène — dès 40 °C pour CH3COOOH contre plus de 60 °C pour H2O2 — et est moins agressive pour les teintures et les textiles que celle de l'hypochlorite de sodium NaClO :

Libération d'acide peracétique par le TAED en présence de peroxyde d'hydrogène :
1 tétraacétyléthylènediamine ; 2 diacétyléthylènediamine ; 3 acide peracétique.

En raison des risques sanitaires liés au perborate de sodium, notamment à ses risques reprotoxiques, ce composé est remplacé notamment par le percarbonate de sodium 2Na2CO3·3H2O2 dans les lessives « vertes ».